# فرودگاه ایسلی
فرودگاه ایسلی (به انگلیسی: Islay Airport) (به زبان بومی: Port-adhair Ìle) یک فرودگاه همگانی حمل و نقل با کد یاتا ILY است که یک باند فرود آسفالت دارد و طول باند آن ۱۵۴۵ متر است. این فرودگاه در کشور اسکاتلند قرار دارد و در ارتفاع ۱۷ متری از سطح دریا واقع شده‌است.

## شرکت‌های هواپیمایی و مقصدهای پروازی
| شرکت‌های هواپیمایی         | مقصدهای پروازی                  |
| ------------------------- | ------------------------------- |
| فلای‌بی اجرا توسط Loganair | گلاسگو (پایان در ۳۱ اوت ۲۰۱۷)   |
| Hebridean Air Services    | کولونسای، اوبان                 |
| Loganair                  | گلاسگو (آغاز از ۱ سپتامبر ۲۰۱۷) |